# 柯雁心
柯雁心（Yenhsin KO，1979年12月15日—），台灣女編劇。

## 簡歷
2001年，畢業於國立政治大學廣播電視學系。畢業後於台視《大社會》節目擔任企劃剪輯，對人物紀實有濃厚興趣，後於2002年，進入稻田電影工作室，追隨王小棣導演、黃黎明製作人，參與《赴宴》、《45度C天空下》、《波麗士大人》、《擁抱大白熊》等作品，擔任執行製作、編劇等職，期間以《我在墾丁天氣晴》獲2008年金鐘獎戲劇節目最佳編劇獎。2009年，進入三立電視台監製《倪亞達》、《犀利人妻》等數檔連續劇，於2014年轉職自由編劇，現為一熱愛影視戲劇及樂於從事說故事一職的自由接案人。

## 編劇作品

### 影視
- 2022《綠島金魂》(My Video、公視)
- 2018《種菜女神》(愛奇藝)[3]
- 2018《人際關係事務所》 (愛奇藝)
- 2017《姜老師，你談過戀愛嗎？》 (台視、八大植劇場)
- 2017《夢裡的一千道牆》 (台視、八大植劇場)
- 2017《勞動之王》（客家電視台）[4] [5]
- 2014《柿子色的街燈》（客家電視台動畫）
- 2008《波麗士大人》 (三立電視台）
- 2008《我在墾丁天氣晴》 (公視）
  - 本劇獲得2008年金鐘獎戲劇節目最佳編劇獎
- 2006《45度C天空下》 (公視）

### 漫畫
- 2017 《魔幻時刻》 (植劇場原創漫畫) (蓋亞出版社出版) [6][7]
  - 本作獲得2019年金漫獎「最佳青年漫畫」

## 監製、企劃、製片作品

### 監製 、企劃
- 2012 《我們發財了》 (三立電視台)
- 2011 《勇士們》 (三立電視台)
- 2010 《犀利人妻》 (三立電視台)
- 2010 《倪亞達》 (三立電視台)

### 製片
- 2013 《刺蝟男孩》 (公視）
- 2009 《垃圾魚》 (公視)
- 2009 《實習大明星》 (HD電視電影)

### 執行製作
- 2008 《波麗士大人》 (三立電視台)
- 2006 《45度C天空下》 (公視）
- 2004 《擁抱大白熊》(電影)
- 2004 《歷史典藏新生命》(故宮紀錄片)
- 2004 《絕地花園─罕見疾病系列》(公視）
- 2003 《赴宴》後製統籌（公視）

## 編導、剪輯作品

### 企畫採訪、撰稿剪輯
- 2001-2002《大社會》 (台視)

### 副導
- 2009 《情人篇》 (微星科技廣告短片)
- 2009 《垃圾魚》 (公視)

### 編導、剪輯
- 2009 《北京Long Stay》

### 攝影、剪輯
- 2003《赴宴之宴會何時開始》（公視紀錄片）